# Linia kolejowa nr 524
Linia kolejowa nr 524 – pierwszorzędna, zelektryfikowana, jednotorowa linia kolejowa łącząca rozjazd nr 6 z rozjazdem nr 11 na podg Jaźwiny.